# ميشيل تشان
ميشيل تشان (بالإنجليزية: Michele B. Chan)‏ فاعلة خير وممثلة سابقة. اشتهرت بقيامها بدور الدكتورة دونا تشين في السلسلة الكندية، خليج الخطر، وبدور مي جان في سلسلة ماك جايفر المذاع على شبكة تلفزيون الإذاعة الأمريكية (ABC) خلال فترة الثمانينات.

## السيرة الذاتية

### الحياة العملية
تعرف ميشيل بدورها في سلسلة ماك جايفر. قدمت فيه دور مي جان، مربية ابنه ماك جايفر سو لينغ. في السلسلة إستطاعت بمساعدة ماك جايفر إكمال مهمتها للحركة الطلابية الصينية.
كما ظهرت في الفيلم الأمريكي نينجا 3: مطاردة الدم. وظهرت أكثر من مرة في المسلسل الأمريكي هوتل (الفندق) والسلسلة الكندية خليج الخطر.

### الحياة الشخصية
تزوجت تشان من الملياردير باتريك سون-شيونج. ويعتبر الثنائي من أوائل المشاركين في الحملة التي أنشاها بيل جيتس «تعهد عطاء» حيث تعهدوا بالتبرع بما يقرب من 235 مليون دولار للجمعيات الخيرية.

## وصلات خارجية
- ميشيل تشان على موقع IMDb (الإنجليزية)
- ميشيل تشان على موقع قاعدة بيانات الفيلم (الإنجليزية)
- Hotel at the قاعدة بيانات الأفلام على الإنترنت.